# Lüvəsər
Lüvəsər è un comune dell'Azerbaigian situato nel distretto di Lənkəran.